# Хольцнер, Ульрике
Ульрике Хольцнер (нем. Ulrike Holzner, 18 сентября 1968, Майнц, Рейнланд-Пфальц) — немецкая бобслеистка, выступавшая за сборную Германии в начале 2000-х годов. Серебряная призёрша Солт-Лейк-Сити, обладательница серебряной медали чемпионата мира.

## Биография
Ульрике Хольцнер родилась 18 сентября 1968 года в городе Майнц, земля Рейнланд-Пфальц, там провела детство и окончила старшие классы школы. С юных лет увлеклась спортом, занималась лёгкой атлетикой, в частности, прыжками в длину и семиборьем. В 2000 году решила попробовать себя в бобслее, присоединилась к национальной команде Германии и в качестве разгоняющей начала соревноваться на профессиональном уровне.
Бобслейная карьера Хольцнер большей частью связана с партнёршей-пилотом Сандрой Кириасис, вместе девушки ездили защищать честь страны на Олимпийские игры 2002 года в Солт-Лейк-Сити и сумели приехать там вторыми, завоевав серебряные медали. В следующем году не менее успешно прошли их заезды на чемпионате мира в Винтерберге, где Хольцнер пополнила послужной список серебряной наградой. Помимо всего прочего, трижды побеждала на различных этапах Кубка мира и дважды финишировала второй. Из-за высокой конкуренции в команде вскоре стала уступать молодым спортсменкам и на следующую Олимпиаду уже не поехала, вместо неё разгоняющей Кириасис стала перспективная Аня Шнайдерхайнце.